# Walter Lutz (Journalist)
Walter Lutz (* 3. November 1921 in Kilchberg, Zürich; † 12. Februar 2014 in Zürich) war ein Schweizer Leichtathlet und Sportjournalist.

## Biografie

### Sportler
Walter Lutz war als Jugendlicher Fussballer, Handballer, Orientierungsläufer, Ski-Patrouillen-Führer und Leichtathlet.
Während der Leichtathletik-Europameisterschaften 1946 in Norwegen bestritt er zwischen seinen Berichterstattungen den 1500-Meter-Lauf. Er wurde Sechster im Vorlauf und schied mit einer persönlichen Bestleistung aus.

### Sportjournalismus
Lutz berichtete als 17-jähriger 1938 von den Lauberhornrennen. Er schrieb ab 1945 unter dem Kürzel «Lu.» für den Sport und war zwischen 1964 und 1985 dessen Chefredakteur.

## Ehrungen
1987 wurde er zum Ehrenmitglied des Schweizerischer Fussballverband (SFV)
2005 erhielt er von der FIFA den «Jules-Rimet-Prize».